# NGC 4253
NGC 4253 (również PGC 39525 lub UGC 7344) – galaktyka spiralna z poprzeczką (SBa), znajdująca się w gwiazdozbiorze Warkocza Bereniki. Odkrył ją William Herschel 3 lutego 1788 roku. Należy do galaktyk Seyferta typu 1.